# César Valenzuela Maass
César Valenzuela Maass (Recoleta, 5 de enero de 1989) es un abogado y político chileno, miembro de la Convención Constitucional, órgano encargado de redactar una propuesta de nueva Constitución Política. Es militante del Partido Socialista e integra el Colectivo Socialista en la Convención Constitucional.

## Formación académica
Estudió Derecho en la Universidad Alberto Hurtado y es candidato a Magister en Prevención, Seguridad Urbana y Política Criminal en la misma casa de estudios.

## Trayectoria política

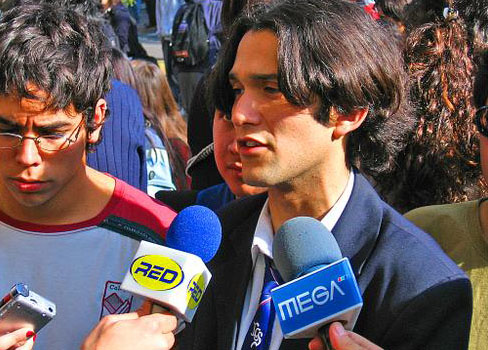
Valenzuela como vocero de la ACES durante la revolución pinguina (2006)

A los 14 años comenzó a militar en la Juventud Socialista de Chile. Fue presidente del Centro de Alumnos de la Escuela Puerto Rico de Recoleta y luego presidente del Centro de Alumnos del Liceo Confederación Suiza de la comuna de Santiago. Fue uno de los gestores y voceros de la denominada "Revolución Pingüina" en el año 2006, primera movilización masiva protagonizada por estudiantes secundarios de Chile en favor del derecho a la educación.
Fue presidente nacional de la Juventud Socialista y vicepresidente nacional del Partido Socialista.
Durante el segundo gobierno de la Presidenta Michelle Bachelet (2014-2018) se desempeñó como jefe del Programa Denuncia Seguro de la Subsecretaría de Prevención del Delito.

### Convencional constituyente
Es parte del Colectivo Socialista, agrupación que integra convencionales constituyentes independientes y militantes del Partido Socialista.
Durante los tres primeros meses de la Convención Constitucional, integró la Comisión Provisoria de Presupuestos y Administración Interior, siendo electo Coordinador de esta instancia junto a la convencional constituyente Gloria Alvarado.
Actualmente forma parte de la Comisión de Derechos Fundamentales.

## Historial electoral

### Elecciones de convencionales constituyentes de 2021[11]
- Elecciones de convencionales constituyentes de 2021, para convencional constituyente por el distrito 9, compuesto por las comunas de Conchalí, Huechuraba, Renca, Cerro Navia, Lo Prado, Quinta Normal, Independencia y Recoleta.

| Candidato                  | Pacto                     | Partido | Votos  | %     | Resultados   |
| -------------------------- | ------------------------- | ------- | ------ | ----- | ------------ |
| Rodrigo Logan Soto         | Independiente             | Ind.    | 34 781 | 10.97 | Convencional |
| Bárbara Sepúlveda Hales    | Apruebo Dignidad          | PC      | 24 900 | 7.85  | Convencional |
| Alejandra Pérez Espina     | La Lista del Pueblo       | Ind.    | 18 002 | 5.68  | Convencional |
| Natalia Henríquez Carreño  | La Lista del Pueblo       | Ind.    | 17 903 | 5.65  | Convencional |
| Gloria Pinto Becerra       | La Lista del Pueblo       | Ind.    | 16 281 | 5.14  |              |
| Jessica Cayupi Llancaleo   | Mov. soc. plurinacionales | Ind.    | 13 733 | 4.1   |              |
| Arturo Zúñiga Jory         | Vamos por Chile           | UDI     | 11 571 | 3.65  | Convencional |
| Rodrigo Mallea Cardemil    | Apruebo Dignidad          | CS      | 10 329 | 3.26  |              |
| César Valenzuela Maass     | Lista del Apruebo         | PS      | 9592   | 3.03  | Convencional |
| Luz Vidal Huiriqueo        | Apruebo Dignidad          | Ind.    | 5895   | 1.86  |              |
| Haydee Oberreuter Umazabal | Apruebo Dignidad          | Ind.    | 2595   | 0.82  |              |